# Pseudosermyle olmeca
Pseudosermyle olmeca is een insect uit de orde Phasmatodea en de familie Diapheromeridae. De wetenschappelijke naam van deze soort is voor het eerst geldig gepubliceerd in 1870-1872 door Saussure.